# D.Kurubarahalli, Chik Ballapur
D.Kurubarahalli là một làng thuộc tehsil Chik Ballapur, huyện Kolar, bang Karnataka, Ấn Độ.